# Ossaea acunae
Ossaea acunae är en tvåhjärtbladig växtart som beskrevs av Brother Alain. Ossaea acunae ingår i släktet Ossaea och familjen Melastomataceae. Inga underarter finns listade i Catalogue of Life.